# Paulus Stein

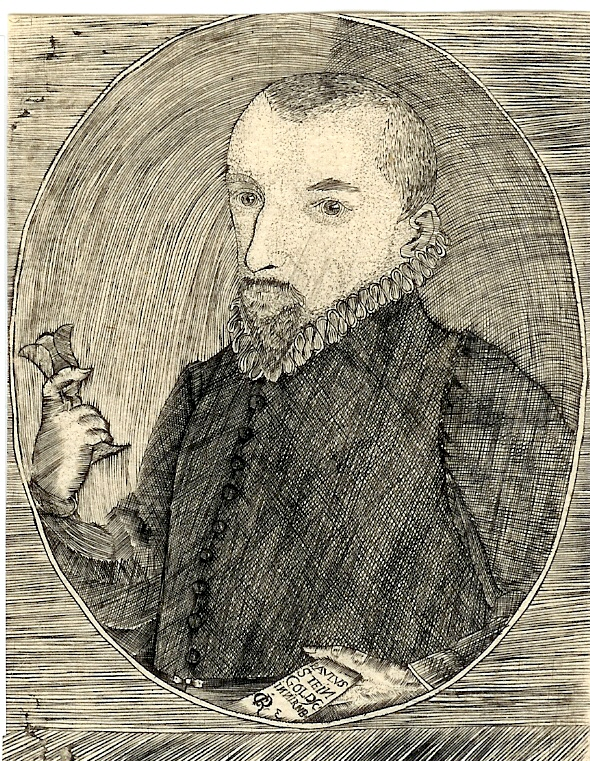
Paulus Stein, 1602, Kupferstich von I. C. Renner

Paulus Stein (* 1550; † 1621 in Nürnberg) war ein deutscher Goldschmied.

## Leben
Paulus Stein lebte und wirkte als Goldschmied im Umfeld der Familie Jamnitzer in Nürnberg. Ab 1581 ist er als Goldschmiedemeister in Nürnberg belegbar. Ein Kupferstich von J. C. Renner von 1602 stellt den 52-jährigen Meister mit einem Pokal dar. Einzelne Arbeiten Paulus Steins sind erhalten. Als Meistermarke führte er das vertikal ligierte Monogramm PS.

## Bedeutung
Paulus Stein ist weniger durch seine Arbeiten im Schatten der Jamnitzer-Familie von Interesse als vielmehr durch das erhaltene, wenn auch unbeholfene, Porträt aus dem Jahr 1602, eines der frühesten Beispiele für ein bürgerliches Bildnis aus dem Handwerkerstand in der Reproduktionsgraphik.